# Sim Access Profile
Il SIM Access Profile (il cui acronimo è SAP) è un protocollo Bluetooth per il trasferimento di dati che viene utilizzato principalmente dai telefoni cellulari. Grazie ad esso è possibile che un veicolo si colleghi alla scheda SIM di un cellulare abilitato alla tecnologia Bluetooth. Il telefono entra quindi nella cosiddetta modalità di attesa, il consumo della batteria del telefono in queste condizioni è minimo. A questo punto, l'accesso alla scheda SIM (e di conseguenza alla linea telefonica) è sfruttato dalla macchina grazie ad un proprio trasmettitore GSM e ad un ricevitore. Le telefonate e i messaggi vengono inviati al veicolo tramite l'antenna del telefono cellulare.

## Vantaggi e tecnologia
SAP ha il vantaggio che la ricezione del veicolo è sostanzialmente più forte e quindi permette grande affidabilità alle alte velocità. Per l'auto non è necessario utilizzare una seconda SIM ed inoltre la qualità vocale è migliore perché non c'è nessun problema di interferenza.
Non si deve confondere il profilo di accesso SIM, con il cosiddetto profilo hands-free, un profilo Bluetooth che viene utilizzato dalla maggior parte dei dispositivi hands-free come auricolari Bluetooth per tutte le BMW, Audi e molte altre case automobilistiche. Questo viene utilizzato per effettuare chiamate con l'antenna Bluetooth del telefono cellulare, ma è un sistema sfavorevole in termini di qualità di ricezione. BMW e Audi, pertanto, offrono degli adattatori snap-in per i telefoni cellulari più popolari, per collegarlo all'antenna della vettura e anche per ricaricarlo.
Il problema principale del SAP è che gli operatori di rete vengono utilizzati per accedere ai dati presenti sulla scheda SIM da un altro telefono, in questo caso, il telefono del veicolo. Dal momento che la SIM-Access-Profile fa riferimento esclusivamente all'architettura della scheda SIM, vengono trasferite solo le voci della rubrica salvate sulla carta SIM e non quelle memorizzate nella memoria del telefono cellulare. Grazie al rSAP (Remote SIM Access Profile), un altro nome per il profilo di accesso SIM, si può accedere ai contatti salvati sul dispositivo mobile e utilizzare entrambe le rubriche (questa funzione é accettata ad esempio dal Samsung Galaxy S2 e versioni successive fino all'attuale S8).
Importante è anche la distinzione tra client e server, il cellulare contenente la scheda SIM è il server, cioè lo strumento che fornisce il supporto per l'accesso alla SIM, il kit del veicolo invece rappresenta il client in quanto strumento che beneficia del servizio offerto dal server. Uno dei principali vantaggi di rSAP è che se si utilizza molto a lungo il semplice vivavoce, ad esempio, la batteria del cellulare è sfruttata molto meno.

## Critiche
Oltre ai vantaggi, la tecnologia SAP / rSAP ha anche degli svantaggi. Lo stesso telefono non può essere contemporaneamente connesso alla rete. Tra gli effetti, per esempio, i messaggi di testo in arrivo sono memorizzati nella memoria del veicolo anziché nel telefono, questi possono poi essere letti, ma devono essere trasferiti manualmente al telefono se occorre. Unità rSAP moderni possono essere posizionati in auto tramite altri dispositivi Bluetooth, quali computer portatili, ed effettuare una connessione a Internet.
Inoltre, a differenza di un altoparlante normale, la comunicazione vocale non può essere commutata in modalità privata, continuando la conversazione al telefono cellulare.

### Veicoli che supportano il SAP
Attualmente sono questi i veicoli dotati della tecnologia SAP:
| Casa Automobilistica | Modello/i |
| -------------------- | --- |
| Audi                 | A3, A4, A5, A6, A7, A8, Q5, Q7 |
| Bentley              | Continental GT, GTC |
| BMW                  | Disponibili con adattatore Snap-In SAP Serie 1, Serie 3, Serie 7 (da settembre 2008), Serie 5, Serie 6 (da novembre 2008), Z4 (da febbraio 2009), X5, X6 (da ottobre 2009) |
| Ferrari              | 599 GTB Fiorano |
| Lancia               | Lancia Delta |
| Mercedes-Benz        | Tutti i modelli |
| Opel                 | Insignia, Astra J, Meriva |
| Porsche              | Tutti i modelli Porsche a partire dal 2008 |
| Renault              | ClioIII |
| Seat                 | tutti i modelli con vivavoce PREMIUM |
| Škoda                | tutti i modelli con vivavoce PREMIUM (ma solo dopo il cambio di modello Yeti nel 2012) |
| Volkswagen           | tutti i modelli con predisposizione BT PREMIUM vivavoce. A partire dal modello 2011 le predisposizioni telefono BT base o plus sono equipaggiate solo con il protocollo HFP per fornire anche ai telefoni senza supporto rSAP l'utilizzo dell'altoparlante e del microfono del veicolo. Le centraline PREMIUM a partire dal 2010 sono "ibride" quindi accettano sia collegamenti SAP che HFP anche con lo stesso telefono. Le centraline PREMIUM si connettono anche in modalità 3G (UMTS), consentono la lettura e scrittura (dipende dalla radio installata) dei messaggi SMS e, a partire dal 2013, possono diventare Hot spot Wi-fi per collegare ad internet dispositivi in auto. |

### Telefoni cellulari abilitati al SAP
I telefoni cellulari che supportano i profili di accesso SIM sono supportati (in genere dopo l'attivazione del dispositivo), ad esempio:
| Casa Produttrice | Modello/i |
| ---------------- | --- |
| BenQ-Siemens     | - C81, CX75 - E71, EL71 - M75, M81 - S65, S68, S75, SK65, SL75, SP65 |
| Blackberry       | - Bold 9000, Bold 9700, Bold 9780, Bold 9900, Bold 9930 - Curve 8900, Curve 8520 - Storm 9500, Storm 9520 - Torch 9800, Torch 9810, Torch 9860 |
| Garmin-Asus      | - nüvifone A50, nüvifone M10 |
| HTC              | - Tutti i modelli basati su Windows Mobile (tranne S310 e serie HD7 con Windows Mobile 7) |
| LG               | - BL20, BL40 - GD510, GD880 - HB620t - KB770, KC910, KP500, KM900 Arena (elenco completo su richiesta presso il produttore il 27 aprile 2010) |
| Mitac            | - Mio A701 |
| Nokia            | - 2323 Classic, 2330 Classic, 2600 Classic, 2630, 2660, 2680 slide, 2700 Classic, 2760 - 3109 Classic, 3110 Classic, 3250, 3250 Xpress Music, 3500 Classic, 3600 Slide, 3710 fold, 3720 Classic - 5200, 5230, 5300, 5310/5320/5330/5530/5630/5730, 5500, 5610 Xpress Music, 5700 Xpress Music, 5800 Xpress Music - 6021, 6085, 6086, 6103, 6110 Navigator, 6111, 6112, 6120 Classic, 6121 Classic, 6125, 6131, 6151, 6210 Navigator, 6220 classic, 6124 classic, 6230, 6230i, 6233, 6234, 6260 Slide, 6267, 6270, 6280, 6288, 6290, 6300, 6300i, 6303, 6303i, 6303i classic 6301, 6500 Classic, 6500 Slide, 6555, 6600 fold, 6600 slide, 6600i slide, 6650 Fold, 6700 Classic, 6710 Navigator, 6720 Classic, 6730 Classic, 6760 Slide, 6810, 6820, 6822 - 7020, 7210 Supernova, 7230, 7280, 7330, 7370, 7373, 7390, 7500 Prism, 7510 Supernova, 7610 Supernova, 7900 Prism - 8600 Luna, 8800, 8800 Arte, 8800 Sapphire Arte, 8800 Carbon Arte, 8800 Sirocco, Communicator - 9300, Communicator 9300i, Communicator 9500 (ab Software 5.22) - C1-01, C2-01, C5, C6-00, C7-00 - E50, E51, E52, E55, E60, E61, E61i, E63, E65, E66, E 7-00, E70, E71, E72, E75, E90 - N71, N72, N73, N76, N77, N78, N79, N8, N80, N800, N81, N82, N83, N85, N86, N810, N91, N92, N93, N93i, N95, N95 8GB, N96, N97, N97 mini (Gesamtliste nach Anfragen beim Hersteller vom 18. März 2008 und 4. November 2009) - 500 - X6 - Nokia Lumia 610 |
| HP Palm          | - Treo Pro Smartphone |
| Oneplus          | - 8 pro (Oxygen OS 11.0.6.6) |
| Samsung          | - GT-I9070 - GT-I9082 - GT-B2100, GT-B3410, GT-B7610 OmniaPro, GT-B7620 Giorgio Armani2 - GT-D900e - GT-E1130B, GT-E1310, GT-E2100, GT-E2370 - GT-I6410 M1, GT-I7110 Pilot, GT-I8150 Galaxy W, GT-I8320 H1, GT-I8510 innov8, GT-I8910 OmniaHD, Samsung Galaxy S I9000, GT-I9001 Galaxy S plus, Samsung Galaxy S II I9100, GT-N7000 (Galaxy Note),Galaxi S II P GT-I9105P - GT-M3200, GT-M3510 BeatDJ, GT-M7500 Emporio Armani, GT-M7600 BeatDJ, GT-M8800 Pixon, GT-M8910 Pixon12 - GT-S3100, GT-S3600, GT-S3650 Corby, GT-S5230 Star, GT-S5260 Star *II, GT-S5510, GT-S5600, GT-S5620 Monte, GT-S7220 Ultra Classic, GT-S7330, GT-S7350 Ultra Slide, GT-S8000 Jét, GT-S8300 Ultra Touch, GT-S8500 Samsung Wave S8500, GT-S9110, GT-B7350 OMNIA 735 - SGH-E250i - SGH-F110 Adidas, SGH-F330, SGH-F400, SGH-F480, SGH-F480V, SGH-F490, SGH-F500, SGH-F700 Qbowl - SGH-G400, SGH-G600, SGH-G800, SGH-G810 - SGH-i550, SGH-i560, SGH-i900 Omnia - SGH-J150, SGH-J700, SGH-J700i - SGH-L170, SGH-L760, SGH-L810V - SGH-M150, SGH-M200 - SGH-U700, SGH-U800 Soul e SGH-U900 - Galaxy Tab - Galaxy S2 plus, S3,S4,S5 mini, S5, S6-S6 edge,S7-S7-edge,S8-S8 edge - Galaxy J5 ( fino a vers. 2016) ; Galaxy A5 ( fino a vers. 2016) ==> vers. 2017 non abilitati al SAP |
| Sony Ericsson    | - XPERIA X1 - Sony Ericsson Satio |
| T-Mobile         | - Ameo - MDA Mail, MDA Pro, MDA touch, MDA touch plus, MDA Compact V, MDA Compact II, MDA Vario V, MDA Vario IV, MDA Vario III, MDA Vario II I (con gli ultimi Firmware) |
| O2               | - XDA Trion, XDA Nova, XDA Orbit (elenco completo su richiesta presso il produttore il 27 aprile 2010) |
| Vodafone         | - VPA III compact |